# Троицкая церковь (Берёзовский)
Троицкая церковь (Свято-Троицкий храм, церковь Святой Троицы, церковь Троицы Живоначальной) — православный храм в хуторе Берёзовском Области Войска Донского (ныне хутор Берёзовка 1-я Волгоградской области).
Адрес: Волгоградская область, Новоаннинский район, хутор Берёзовка 1-я, улица Набережная, 14-А.

## История
Первая деревянная церковь на хуторе была построена по благословлению епископа Иоакима в 1736 году. По случаю перемещения хутора на новое место, в 1779 году она была перестроена и освящена в 1780 году. В 1799 году была заложена новая каменная однопрестольная церковь во имя Святой Троциы с колокольней, которые были построены в 1800 году. Была она покрыта железом, выкрашенным ярью. Вокруг церкви имелась каменная ограда. Освящён храм был в 1801 году. Находился он от консистории — в 430 верстах, от благочинного — в 8 верстах. Ближайшие храмы: Николаевская церковь станицы Аннинской — в 6 верстах, Николаевская церковь станицы Ярыженской — в 9 верстах и Троицкая церковь станицы Филоновской — в 8 верстах.
В 1810 году во время пожара сгорел почти весь хутор и церковь. В 1812 году началось сооружение новой каменной церкви, которая была возведена через десять лет и имела толщину стен 120 см. В церкви служило четыре человека: священник, диакон, дьячок и пономарь. Священником Троицкой церкви с 1813 года являлся Андреев Карп.
Троицкой церкви принадлежали здания: деревянный дом для церковных сторожей, находящийся в церковной ограде, покрытый железом; деревянный дом для женской церковно-приходской школы, на высоком кирпичном фундаменте с надворными постройками и оградой, покрыт железом.
Приходское попечительство в этом приходе было основано в 1871 году. Хутора прихода: Перевозинский, Афонин, Колесников, Гоголичевский, Бударин, Бирюков, Мордвинцев и Филонов. В приходе имелись учебные заведения: женская церковно-приходская школа, открытая 1 сентября 1891 года; министерское мужское приходское училище, открытое 28 октября 1884 года.
Храм работал до середины 1930-х годов. В 1934 году здание церкви было забрано сельсоветом, с купола скинули крест и её помещение было зерном. В 1937 году была взорвана колокольня, в октябре 1940 года церковь закрыли окончательно. После Великой Отечественной войны в ней разместили склады, В 1950-х годах — МТС и ремонтную мастерскую для сельхозтехники. До начала 1990-х годов здание пустовало в полуразрушенном состоянии. В 1993 году храм начали восстанавливать. Местные жители очистили его от мусора. С 2000 года в храме возобновилось регулярное богослужение, совершаются все Таинства церковные. В 2006 году его приходу был назначен настоятель — иерей Сергий (Климов), он окормляет также хутора 2-я Березовка, Ярыженский и Мартыновский.
В Государственном архиве Волгоградской области имеются документы, относящиеся к Троицкой церкви хутора Берёзовской.